# メイポート海軍補給基地
メイポート海軍補給基地（メイポートかいぐんほきゅうきち、英: Naval Station Mayport）は、フロリダ州デュバル郡、ジャクソンビルに所在するアメリカ海軍の基地。基地には 8,001 x 200 フィート（2,439 x 61 m）の滑走路をもつアドミラル・デヴィッド・L・マクドナルド・フィールドが併設されている。

## 概要
1942年12月の開設以来、メイポート海軍補給基地はアメリカ合衆国における3番目の規模の海軍基地となっている。メイポートは軍港と飛行場の組み合わせの点で特徴的であり、港湾地域は34隻の艦艇を入港させることができ、8,000フィートの滑走路は国防総省が管轄するあらゆる種類の航空機の離着陸が可能である。
メイポート海軍補給基地はまた、2008年に再活性化した第4艦隊の司令部所在地でもある（第4艦隊は1950年代以来の再活動となる）。
基地は歴史的に大西洋艦隊に所属する通常動力航空母艦の母港としての役割を果たした。その中にはシャングリラ（USS Shangri-La, CV-38）、フランクリン・D・ルーズベルト (USS Franklin D. Roosevelt, CV-42) 、フォレスタル（USS Forrestal, CV-59）、サラトガ（USS Saratoga, CV-60）が含まれ、最近ではジョン・F・ケネディ（USS John F. Kennedy, CV-67）が活動していたが、海軍は通常動力空母の運用を取りやめたため、現在メイポートを母港とする空母は存在しない。しかしながら、議会の上下両院は原子力空母を運用するためメイポートを浚渫して改修するための費用約7,500万USドルを認可する法案を可決した
。

## 所属艦艇
2018年3月現在、沿海域戦闘艦3隻、巡洋艦4隻、駆逐艦5隻、揚陸艦3隻、哨戒艇3隻の艦艇が所属する。
沿海域戦闘艦(全てフリーダム級沿海域戦闘艦）
- ミルウォーキー（USS Milwaukee, LCS-5）
- デトロイト (USS Detroit, LCS-7）
- リトルロック (USS Little Rock, LCS-9)

巡洋艦（全てタイコンデロガ級ミサイル巡洋艦）
- フィリピン・シー (USS Philippine Sea, CG-58)
- ゲティスバーグ (USS Gettysburg, CG-64)
- ヒュー・シティ (USS Hue City, CG-66)(退役)
- ヴィックスバーグ (USS Vicksburg, CG-69)

駆逐艦（全てアーレイバーク級ミサイル駆逐艦）
- カーニー (USS Carney, DDG-64)
- ザ・サリヴァンズ (USS The Sullivans, DDG-68)
- ルーズベルト (USS Roosevelt, DDG-80)
- ファラガット (USS Farragut, DDG-99)
- ラッセン　　(USS LASSN, DDG-82)

揚陸艦
- ワスプ級強襲揚陸艦イオー・ジマ （USS Iwo Jima, LHD-7）
- サン・アントニオ級ドック型輸送揚陸艦ニューヨーク (USS New York, LPD-21)
- ホイッドビー・アイランド級ドック型揚陸艦フォート・マクヘンリー (USS Fort McHenry, LSD-43)

哨戒艇（全てサイクロン級哨戒艇）
- ハリケーン （USS Hurricane, PC-3)
- シャマル (USS Shamal, PC-13)
- トルネード (USS Tornado, PC-14)

## 所在飛行隊
- 第40ヘリコプター海洋打撃飛行隊 - MH-60R
- 第46ヘリコプター海洋打撃飛行隊 - MH-60R
- 第48ヘリコプター海洋打撃飛行隊 - MH-60R